# سيرفيتشين
سيرفوب (سيرفيتشين) فيتشيانيان (بالأرمنية: Սերովբե Վիչենյան) (ولد في القسطنطينية، الدولة العثمانية عام 1815 – تُوفي عام 1897) كان طبيبًا، ومُربيًا، وصحفيًا، وكاتبًا، وسياسيًا بارزًا من الأرمن العثمانيين. أسس أول مجلة طبية عثمانية، وكان شخصية محورية في إصدار الدستور الوطني الأرمني عام 1863.